# Chioneosoma kazakorum
Chioneosoma kazakorum är en skalbaggsart som beskrevs av Semenov 1902. Chioneosoma kazakorum ingår i släktet Chioneosoma och familjen Melolonthidae. Inga underarter finns listade i Catalogue of Life.